# Ervin Zádor
Pour les articles homonymes, voir Zádor.
Ervin Zádor (né le 7 juin 1935 à Budapest et mort le 28 avril 2012) est un joueur de water-polo hongrois.
Joueur de l'équipe de Hongrie de water-polo masculin, il participe aux Jeux olympiques d'été de 1956, notable pour la confrontation avec l'URSS dite du « bain de sang de Melbourne ». La demi-finale du tournoi olympique de water-polo se déroulait en effet quelques mois après l’insurrection de Budapest matée par l’Armée rouge. Au cours du match, le joueur soviétique Valentin Prokopov donne un coup de tête à Zádor, lui coupant l'arcade sourcilière, et les deux équipes en viennent aux mains et plusieurs joueurs sont blessés dans la piscine. La police australienne doit intervenir pour éviter le lynchage de l’équipe soviétique par les spectateurs où se trouvaient des Hongrois immigrés en Australie. La Hongrie est déclarée vainqueur et remporte à l'issue du tournoi la médaille d'or. Peu de temps après la compétition, Ervin Zador décide de mettre un terme à sa carrière alors tout juste âgé de 21 ans.
Il s'est installé par la suite à Linden, en Californie où il est devenu homme d'affaires et entraîneur de natation, entraînant en particulier Mark Spitz.